# Office national des pupilles de la Nation
Cet article court présente un sujet plus développé dans : Pupille de la Nation.
L’Office national des pupilles de la Nation était un établissement public français qui avait à charge la gestion du statut des pupilles de la Nation. Il est depuis devenu en 1934 l'Office national des combattants et des victimes de guerre.
Créé par la loi la loi du 27 juillet 1917, il est rattaché au Ministère de l’Instruction publique, devenu Ministère de l’Éducation nationale.